# Championnat des Émirats arabes unis de football 2002-2003
Navigation
Saison suivante Saison suivante
La saison 2002-2003 du Championnat des Émirats arabes unis de football est la vingt-neuvième édition du championnat national de première division aux Émirats arabes unis. Les douze meilleures équipes du pays sont regroupées au sein d'une poule unique où elles s'affrontent deux fois au cours de la saison, à domicile et à l'extérieur. À la fin du championnat, les deux derniers du classement sont relégués et remplacés par les deux meilleurs clubs de deuxième division.
C'est l'Al Ain Club, tenant du titre, qui remporte à nouveau la compétition, après avoir terminé en tête du classement final, avec cinq points d'avance sur Al-Wahda Club et quatorze sur un duo composé d'Al Ahly Dubaï et Al Nasr Dubaï. C'est le 8e titre de champion des Émirats arabes unis de l'histoire du club, qui réussit une saison exceptionnelle en remportant également la Ligue des champions.

## Les clubs participants
| - Emirates Club - Al-Wahda Club - Al Sha'ab Sharjah - Al Ain Club - Al Ahly Dubaï - Dubaï Club - Promu de D2 | - Al Jazira Club - Kalba Union - Al Nasr Dubaï - Al Shabab Dubaï - Al Wasl Dubaï - Al Dhafra - Promu de D2 |

## Compétition

### Classement
Le classement est établi sur le barème de points classique (victoire à 3 points, match nul à 1, défaite à 0).
| Rang | Équipe               | Pts | J  | G  | N  | P  | Bp | Bc | Diff |
| ---- | -------------------- | --- | -- | -- | -- | -- | -- | -- | ---- |
| 1    | Al Ain Club (T) (C1) | 48  | 22 | 14 | 6  | 2  | 51 | 20 | +31  |
| 2    | Al-Wahda Club        | 43  | 22 | 12 | 7  | 3  | 50 | 29 | +21  |
| 3    | Al Ahly Dubaï        | 34  | 22 | 9  | 7  | 6  | 47 | 36 | +11  |
| 4    | Al Nasr Dubaï        | 34  | 22 | 8  | 10 | 4  | 36 | 25 | +11  |
| 5    | Al Sha'ab Sharjah    | 32  | 22 | 8  | 8  | 6  | 39 | 31 | +8   |
| 6    | Al Jazira Club       | 31  | 22 | 8  | 7  | 7  | 33 | 32 | +1   |
| 7    | Sharjah SC (C)       | 25  | 22 | 6  | 7  | 9  | 28 | 42 | -14  |
| 8    | Al Wasl Dubaï        | 23  | 22 | 4  | 11 | 7  | 27 | 36 | -9   |
| 9    | Al Shabab Dubaï      | 22  | 22 | 4  | 10 | 8  | 30 | 38 | -8   |
| 10   | Kalba Union          | 22  | 22 | 4  | 10 | 8  | 22 | 31 | -9   |
| 11   | Dubaï Club (P)       | 17  | 22 | 4  | 5  | 13 | 36 | 56 | -20  |
| 12   | Al Dhafra (P)        | 17  | 22 | 3  | 8  | 11 | 29 | 52 | -23  |

|  | Qualification pour la Ligue des champions 2004                                                                                              |
|  | Relégation directe en deuxième division |
|  | (T) : Tenant du titre (C1) : Vainqueur de la Ligue des champions 2003 (C) : Vainqueur de la Coupe des Émirats arabes unis (P) : Promu de D2 |

## Bilan de la saison
| Championnat des Émirats arabes unis de football 2002-2003                        |                        |
| Champion                                                                         | Al Ain Club (8e titre) |
| Coupes et trophées                                                               |                        |
| Vainqueur de la Coupe des Émirats arabes unis 2002-2003                          | Sharjah SC             |
| Qualifications continentales                                                     |                        |
| Ligue des champions 2004                                                         | Al Ain Club (tenant)   |
| Ligue des champions 2004                                                         | Al-Wahda Club          |
| Ligue des champions 2004                                                         | Sharjah SC             |
| Promotions et relégations                                                        |                        |
| Promus en UAE Football League                                                    | Al-Khaleej Club        |
| Promus en UAE Football League                                                    | Emirates Club          |
| Relégués en Championnat des Émirats arabes unis de football de deuxième division | Al Dhafra              |
| Relégués en Championnat des Émirats arabes unis de football de deuxième division | Dubaï Club             |